# مارکوس ایمهوف
مارکوس ایمهوف (انگلیسی: Markus Imhoof؛ زادهٔ ۱۹ سپتامبر ۱۹۴۱) کارگردان فیلم و فیلم‌نامه‌نویس اهل سوئیس است.